# Attone dei Marsi
Attone Berardi, noto come Attone dei Marsi (Marsica, 1034 – Roma, 1071), è stato un vescovo italiano.

## Biografia
Appartenente alla famiglia nobile dei Berardi, era il figlio di Oderisio. Nacque nella Marsica nel 1034 e, ancora fanciullo, venne avviato alla carriera ecclesiastica ed eletto da papa Benedetto IX vescovo della zona carseolana della diocesi marsicana con sede provvisoria nella chiesa di Santa Maria in Cellis di Carsoli: in tale veste, prese parte ad un concilio convocato a Roma nel 1050 da papa Leone IX. Nel 1056 suo cugino Pandolfo, figlio di Berardo, fratello del padre Oderisio, eletto vescovo dell'altra parte della diocesi marsicana, ottenne da papa Vittore II la riunificazione del territorio e il 18 aprile 1057 Attone fu trasferito alla sede vescovile di Chieti. Il 2 maggio 1059 si vide confermati da papa Niccolò II i beni della mensa vescovile teatina e riuscì ad accrescerli mediante numerose donazioni, come quella di un castello cedutogli nel 1067 da Attone, figlio del conte di Chieti Trasmondo III. Intorno al 1065 il padre Oderisio entrò in conflitto con suo fratello Berardo: Oderisio chiese aiuto militare ai Normanni di Rainolfo d'Aversa offrendo in cambio denaro e la mano di sua figlia Potarfranda per Guglielmo di Pontchaufré, nipote di Rainolfo. Rainolfo assediò a lungo Albe, dove si era rifugiato Berardo, ma fu infine costretto a ritirarsi. Forse l'episodio ebbe ripercussioni anche sulle fortune del vescovo Attone. Attone morì a Roma nel 1071 e fu sepolto nell'abbazia di Montecassino: sulla sua tomba fu inciso un epitaffio dettato dal poeta Alfano di Salerno, suo amico. Lo storico Ferdinando Ughelli attribuisce dubitativamente ad Attone un miracolo operato nel 1062 a Pescara, di cui fu testimone Trasmondo III, conte di Chieti, ma tale attribuzione è priva di fondamento.